# Candice Patton
Candice Kristina Patton (Jackson, Mississippi, 1988. június 24. –) amerikai színésznő. A The CW amerikai csatornán futó Flash – A Villám című sorozatból ismert, amelyben Iris Westet játssza.

## Élete és pályafutása
1988. június 24-én született Mississippi állam fővárosában, Jacksonban, de a Texas állambeli Planoban nőtt fel. A Southern Methodist Universityre járt Dallasban.

## Filmográfia

### Film
| Év   | Cím                 | Szerep          |
| ---- | ------------------- | --------------- |
| 2012 | Commander and Chief | Dana            |
| 2014 | The Guest           | Halway őrmester |

### Televízió
| Év        | Magyar cím              | Eredeti cím                | Szerep                   | Megjegyzések                                 |
| --------- | ----------------------- | -------------------------- | ------------------------ | -------------------------------------------- |
| 2004–2005 | Nyughatatlan fiatalok   | The Young and the Restless | Robin                    | 5 epizód                                     |
| 2007      | Gazdagok és szépek      | The Bold and the Beautiful | Candy                    | 1 epizód                                     |
| 2008      |                         | Casanovas                  | színésznő                | 1 epizód                                     |
| 2008      |                         | Sorority Forever           | Mercedes Muna            | websorozat (21 epizód)                       |
| 2008–2009 |                         | Days of our Lives          | Jill / Alicia            | 2 epizód                                     |
| 2009      | Törtetők                | Entourage                  | Dan Coakley asszisztense | 3 epizód                                     |
| 2009      | Castle                  | Castle                     | fiatal nő                | 1 epizód                                     |
| 2009      | Hősök                   | Heroes                     | Olivia                   | 2 epizód                                     |
| 2010      | Elfelejtve              | The Forgotten              | Kelly                    | 1 epizód                                     |
| 2010      | Tuti gimi               | One Tree Hill              | Tanisha                  | 2 epizód                                     |
| 2010      | A Grace klinika         | Grey's Anatomy             | Meg Waylon               | 1 epizód                                     |
| 2011      | Kettős személyiség      | The Craigslist Killer      | Kate                     | tévéfilm                                     |
| 2011      |                         | Harry's Law                | Denise Raines            | 1 epizód                                     |
| 2011      | CSI: Miami helyszínelők | CSI: Miami                 | Wendy Gibson             | 1 epizód                                     |
| 2011      | Zűrös szerelmek         | Love Bites                 | Liz Beth                 | 1 epizód                                     |
| 2011      |                         | Man Up!                    | Dana                     | 3 epizód                                     |
| 2012      | Született detektívek    | Rizzoli & Isles            | Mrs. Avery               | 1 epizód                                     |
| 2013      |                         | The Game                   | Tori                     | 8 epizód                                     |
| 2014–2021 | Flash – A Villám        | The Flash                  | Iris West-Allen          | - főszereplő - magyar hangja Szilágyi Csenge |
| 2015      |                         | Con Man                    | Chu 2.0                  | websorozat (2 epizód)                        |
| 2017      | Supergirl               | Supergirl                  | Iris West-Allen          | 1 epizód                                     |
| 2017      | A zöld íjász            | Arrow                      | Iris West-Allen          | 1 epizód                                     |
| 2017      | A holnap legendái       | Legends of Tomorrow        | Iris West-Allen          | 1 epizód                                     |
| 2019      | Batwoman                | Batwoman                   | Iris West-Allen          | 1 epizód                                     |

## Díjak és jelölések
| Év   | Díj                | Kategória                                                    | Jelölt mű        | Eredmény | Ref.  |
| ---- | ------------------ | ------------------------------------------------------------ | ---------------- | -------- | ----- |
| 2015 | Teen Choice Awards | Choice TV: Előtörő csillag                                   | Flash – A Villám | Jelölve  | [ 3 ] |
| 2015 | Teen Choice Awards | Choice TV: Legjobb filmes „kémia”; Grant Gustinnal megosztva | Flash – A Villám | Jelölve  | [ 3 ] |
| 2015 | Teen Choice Awards | Choice TV: legjobb csók; Grant Gustinnal megosztva           | Flash – A Villám | Jelölve  | [ 3 ] |
| 2016 | Teen Choice Awards | Choice TV: Legjobb filmes „kémia”; Grant Gustinnal megosztva | Flash – A Villám | Jelölve  | [ 3 ] |
| 2016 | Teen Choice Awards | Choice TV: legjobb csók; Grant Gustinnal megosztva           | Flash – A Villám | Jelölve  | [ 3 ] |